# Sœurs de la charité d'Irlande
Les Sœurs de la charité d'Irlande  (en latin : Societas Sororum Caritatis in Hibernia) sont une congrégation religieuse féminine enseignante et hospitalière de droit pontifical.

## Historique
La congrégation est fondée le 22 août 1815 à Dublin par Mary Aikenhead (1787-1858) avec l'aide de Mgr Daniel Murray (en), archevêque coadjuteur de Dublin. Les religieuses adoptent les règles des dames anglaises où Mary Aikenhead avait passé trois ans comme novice à York. Elles font leur profession religieuse le 1er septembre 1815, Mary, maintenant sœur Marie Augustine, est nommé supérieure. Le 30 septembre 1815, un rescrit du pape Pie VII autorise la création de la congrégation de sœurs avec l'ajout d'un quatrième vœu religieux de service des pauvres. Le 10 septembre 1816, elles commencent la visite des pauvres à domicile ; pour la première fois en Irlande, des religieuses pratiquent un apostolat en dehors de leurs couvents. Les constitutions religieuses de l'institut sont approuvées par le pape Grégoire XVI le 30 août 1833. 
Les sœurs de la charité se propagent rapidement dans divers endroits en Irlande, en 1838, elles ouvrent des succursales en Australie et en 1840 en Angleterre ; elles arrivent en Rhodésie du Nord en 1948 et aux États-Unis en 1953.

## Activités et diffusion
Les sœurs se consacrent à l'enseignement, à la visite aux pauvres et des malades, aux soins des personnes âgées et handicapées.
Elles sont présentes en : 
- Europe : Irlande, Royaume-Uni ;
- Amérique : États-Unis, Venezuela ;
- Afrique : Nigeria, Zambie.

La maison-mère est à Dublin. 
En 2017, la congrégation comptait 387 religieuses dans 65 maisons.